# Национальное дерево Украины
«Национальное дерево Украины» — звание, присвоенное в 2010 году семнадцати наиболее древним и примечательным деревьям Украины. Ранее многие из этих деревьев были взяты под государственную охрану как ботанические памятники природы и вошли в Природно-заповедный фонд Украины.

## Конкурс
В декабре 2009 года приказом Министерства охраны окружающей среды Украины по инициативе Киевского эколого-культурного центра было утверждено проведение конкурса «Национальное дерево Украины». Согласно положениям о проведении конкурса, любой гражданин Украины или организация могли номинировать дерево и принимать участие в его избрании. Были определены четыре номинации:
- самые старые деревья, в номинации участвовало 9 деревьев возрастом от 300 (каштан Петра Могилы в Киеве) до 2000 лет (маслина в Никитском ботсаду);
- мемориальные деревья — 10 деревьев, связанных с жизнью и деятельностью знаменитых людей;
- исторические деревья — 8 деревьев, связанных с историческими событиями или являющихся историческими символами;
- эстетически ценные деревья — 8 деревьев.

Конкурс проводился с февраля до 1 июля 2010 года, 6 июля по итогам конкурса вышел приказ Минприроды Украины о присвоении звания 17 деревьям. На презентации Национальных деревьев Украины, которая проходила в киевском зоопарке 13 июля 2010 года присутствовали более 40 украинских и зарубежных журналистов, событие освещалось 14 телеканалами. После презентации была организована экскурсия к единственному получившему звание дереву Киева — дубу Грюневальда.
2 сентября 2010 года состоялось первое торжественное награждение Национального дерева Украины.

## Список Национальных деревьев Украины
Самые старые деревья Украины
- Маслина возрастом около 2000 лет в Никитском ботаническом саду, самое старое дерево Украины — 1 место в номинации[1];
- Фисташка НБС возрастом 1700 лет в Никитском ботсаду — 2 место;
- дуб «Чемпион» возрастом 1300 лет у села Стужица Ужгородского района Закарпатской области, самый старый дуб Украины — 3 место.

Мемориальные деревья Украины
- Липа Богдана Хмельницкого возрастом 800 лет возле шоссе Сасов — Колтов в Золочевском районе Львовской области (по легенде, под этой липой отдыхал Богдан Хмельницкий) — 1 место;
- три дуба Тараса Шевченко возрастом 1000 лет в селе Будище Звенигородского района Черкасской области (дубы связаны с именем Т. Шевченко, который служил в этом селе) — 2 место;
- дуб Максима Железняка возрастом 1000 лет в селе Буда Черкасского района Черкасской области — 3 место.

Исторические деревья Украины
- Запорожский дуб возрастом 700 лет в правобережной части г. Запорожье, символ казацкой славы — 1 место;
- Юзефинский дуб возрастом 1000 лет в селе Глинное Сарненского района Ровненской области — 2 место;
- «Золотая липа» возрастом 600 лет в городе Бучач Тернопольской области, под которой в XVII веке был подписан мирный договор между Польшей и Турцией — 3 место;
- миндаль возрастом 200 лет в Севастополе на Малаховом кургане — 3 место;
- дуб Франца Иосифа возрастом 120 лет в селе Лысовичи Стрыйского района Львовской области — 3 место.

Эстетически ценные деревья Украины
- Дуб Грюневальда возрастом 900 лет в Конча-Заспе под Киевом, старейшее дерево Киева — 1 место;
- земляничник Ены возрастом 1300 лет в посёлке Ореанда (Крым), найденный в 1964 году географом В. Г. Еной — 2 место;
- Княжеская яблоня возрастом 250 лет в г. Кролевец Сумской области, состоящая из около 10 «танцующих» стволов — 3 место;
- Монастырский дуб возрастом 800 лет в Мезинском национальном парке (Черниговская область), который называют самым высоким и стройным древним дубом Украины — 3 место.